# Милет (Алберта)
Милет (енгл. Millet) је варош у централном делу канадске провинције Алберта и део је статистичке регије Централна Алберта. Налази се на око 40 км јужно од административног центра провинције града Едмонтона .
Насеље је основано 1891. Насеље је 1903. добило статус села. Село је у октобру 1925. задесио велики пожар који је уништио велики број грађевина у насељу. Године 1983. Милет постаје насеље са статусом варошице у провинцији Алберта. 
Према резултатима пописа становништва из 2011. у вароши су живела 2.092 становника у 869 домаћинстава, што је за 1,2% више у односу на попис из 2006. када је регистровано 2.068 житеља.

## Становништво
| 2006. | 2011. |
| ----- | ----- |
| 2.068 | 2.092 |